# Кольоропередача
Кольоропереда́ча — загальне поняття, що характеризує вплив спектрального складу джерела світла на зорове сприйняття кольорових об'єктів, що свідомо або несвідомо порівнюється із сприйняттям тих же об'єктів, освітлених стандартним джерелом світла.
| Оптика | Це незавершена стаття з оптики. Ви можете допомогти проєкту, виправивши або дописавши її. |